# Kibbeling
Kibbeling is een snack die bestaat uit stukken gesneden vis die in beslag worden gedompeld en daarna gefrituurd. Het woord kibbeling duidde van oorsprong op gezouten kabeljauw en zou een verbastering van het woord zijn. De rest van de vis werd bij voorkeur als moten opgediend, zodat de wangen min of meer als afval van de kabeljauwvangst golden, in de negentiende eeuw een belangrijk bestanddeel van het Nederlandse volksvoedsel.
Inmiddels wordt kibbeling niet alleen van kabeljauw gemaakt, maar van allerlei soorten witvis, zoals pollak, heek, schelvis, wijting en koolvis.